# Residuos sólidos urbanos en España
Los residuos sólidos urbanos, denominados residuos domésticos en la Ley 22/2011, de 28 de julio, de residuos y suelos contaminados (derogada por la Ley 7/2022, de 8 de abril, de residuos y suelos contaminados para una economía circular), son aquellos que se generan en las actividades desarrolladas en los hogares como consecuencia de las actividades domésticas. Se consideran también residuos domésticos los similares a los anteriores generados en servicios e industrias.
La Ley 7/2022, de 8 de abril, de residuos y suelos contaminados para una economía circular establece el concepto de  «Residuos municipales»
Se incluyen también en esta categoría los residuos que se generan en los hogares de aparatos eléctricos y electrónicos, ropa, pilas, acumuladores, muebles y enseres así como los residuos y escombros procedentes de obras menores de construcción y reparación domiciliaria.
Tendrán la consideración de residuos domésticos los residuos procedentes de limpieza de vías públicas, zonas verdes, áreas recreativas y playas, los animales domésticos muertos y los vehículos abandonados.
Está compuesta por materia orgánica, que son los restos procedentes de la limpieza o la preparación de los alimentos junto a la comida que sobra. Además de papel y cartón como son los periódicos, revistas, publicidad, cajas y embalajes. Los plásticos que son botellas, bolsas, embalajes, platos, vasos y cubiertos desechables. Así como el vidrio, botellas, frascos diversos, vajilla rota. Y también metales como latas o botes, etc.

## Legislación
Los residuos sólidos urbanos en España se encuentran regulados por medio de tres medidas de carácter jurídico, que son la Ley 22/2011, de 28 de julio, de residuos y suelos contaminados; el Plan Nacional de Residuos Urbanos (PNUR) 1978-2003 y el Plan Nacional Integrado de Residuos (PNIR) 2004-2025.
Residuos sólidos urbanos en España
Los residuos sólidos urbanos, denominados residuos domésticos en la nueva Ley de Residuos (Ley 22/2011, de 28 de julio, de residuos y suelos contaminados), son aquellos que se generan en los domicilios particulares, los comercios, las oficinas y los servicios. También son catalogados como residuos domésticos los que no son identificados como peligrosos y que por su naturaleza o composición puedan asimilarse a los producidos en los anteriores lugares o actividades.1 Sin embargo, la mayoría de los residuos sólidos urbanos que genera una sociedad, es la basura doméstica. Ésta está compuesta por materia orgánica, que son los restos procedentes de la limpieza o la preparación de los alimentos junto a la comida que sobra. Además de papel y cartón como son los periódicos, revistas, publicidad, cajas y embalajes. Los plásticos que son botellas, bolsas, embalajes, platos, vasos y cubiertos desechables. Así como el vidrio, botellas, frascos diversos, vajilla rota. Y también metales como latas o botes, etc.

### Ley 22/2011, de 28 de julio, de residuos y suelos contaminados
Esta ley de residuos siendo es aplicable a cualquier clase de residuo con la excepción de las emisiones atmosféricas, los suelos no contaminados excavados y otros materiales naturales excavados durante las actividades de construcción, los residuos radioactivos, los explosivos desclasificados y las materias fecales si no están contempladas en el apartado 2b.

1 - Esta Ley tiene por objeto regular la gestión de los residuos impulsando medidas que prevengan su generación y mitiguen los impactos adversos sobre la salud humana y el medio ambiente asociados a su generación y gestión, mejorando la eficiencia en el uso de los recursos. Tiene asimismo como objeto regular el régimen jurídico de los suelos contaminados.

2 - El Gobierno podrá establecer normas para los diferentes tipos de residuos en las que se fijarán disposiciones particulares relativas a su producción o gestión.

Con lo dicho en el artículo docede esta ley, se prevé la elaboración de planes nacionales de residuos (como es el caso del PNUR y el PNIR).

1 - La Administración General del Estado, mediante la integración de los respectivos planes autonómicos de residuos, elaborará diferentes planes nacionales de residuos, en los que se fijarán los objetivos específicos de reducción, reutilización, reciclado, otras formas de valorización y eliminación; las medidas a adoptar para conseguir dichos objetivos; los medios de financiación, y el procedimiento de revisión. 

2 - Los planes nacionales serán aprobados por el Consejo de Ministros, previa deliberación de la Conferencia Sectorial de Medio Ambiente, y en su elaboración deberá incluirse un trámite de información pública.

El motivo por el cual surgió esta nueva Ley de Residuos en el Estado español fue la adopción por parte de la Unión Europea (UE) de una novedosa política de residuos, consistente en abandonar la clasificación centrada en dos únicas modalidades (residuos generales y residuos peligrosos) para pasar al establecimiento de una norma común para todos ellos.

### Plan Nacional de Residuos Urbanos (PNRU) 2000-2006
El PNRU fue aprobado por el Consejo de Ministros de España el 7 de enero del año 2000, permitiendo cumplir de este modo con la Directiva Marco de Residuos de la Unión Europea, así como desarrollar la Ley de Residuos, del 21 de abril de 1998. Además, el plan fue financiado con 3318 millones de euros, provenientes en una cantidad próxima al 85 % del Fondo de Cohesión de la Unión Europea.
En este plan se incluyen todos los residuos producidos en domicilios particulares, comercios, oficinas y servicios, además de productos textiles y residuos de maderas de origen doméstico, así como aquellos generados en la limpieza de vías públicas, zonas verdes, áreas recreativas y playas. Otros residuos no peligrosos procedentes del ámbito doméstico o comercial, como pueden ser las grasas vegetales, también son considerados residuos urbanos.
Este primer plan nacional de residuos se planteó una serie de objetivos que deberían de ser cumplidos entre los años 2000 y 2006. A continuación quedan los principales propósitos:
- Prevención: reducción del 6 % en la generación total de residuos urbanos totales y del 10 % en peso de los residuos de envases antes del 30 de junio de 2001.
- Recogida selectiva: en todos los núcleos poblacionales con un número de habitantes superior a los 1000, antes del mes de enero de 2006.
- Aumento en la reutilización, recuperación y reciclaje.
- Valorización de la materia orgánica: reciclaje mediante técnicas de compostaje (previsión de tratar al menos un 50 % de la materia orgánica en el año 2006) y fomento de técnicas como la biometanización.
- Eliminación: clausura y eliminación de todos los vertederos incontrolados antes del año 2006, con el objetivo intermedio de que a finales del año 2001 únicamente un 5 % de todos los residuos urbanos fuesen depositados de forma incontrolada.

### Plan Nacional Integrado de Residuos (PNIR) 2008-2015
El Consejo de Ministros de España, en su reunión del 26 de diciembre del año 2008 aprobó el Plan Nacional Integrado de Residuos periodo 2008-2015, el cual fue financiado inicialmente con una cantidad de 23 millones de euros provenientes del Ministerio de Medio Ambiente.
El PNIR hace especial hincapié en lo que popularmente se conoce como las tres erres (reducir, reutilizar y reciclar), aunque también manifiesta la intención de cumplir con los siguientes objetivos (sólo son mostrados los más relevantes):
- Detener el crecimiento en la generación de residuos que se produce en la actualidad.
- Eliminar por completo el vertido ilegal.
- Reducir el vertido y fomentar la prevención, la reutilización, el reciclado de la fracción que pueda ser susceptible de ello y otros mecanismos de valorización de la fracción de residuos que no se pueda reciclar.
- Dotar al país de nuevas infraestructuras y mejorar las instalaciones ya existentes.
- Evitar que los residuos contribuyan al cambio climático.

La finalidad del plan es la de promover una política apropiada en la gestión de los residuos, disminuyendo su generación e impulsando un correcto tratamiento de los mismos. También pretende que las Administraciones públicas, los consumidores y usuarios se involucren de manera que cada una de las partes asuman sus respectivas cuotas de responsabilidad.

## Producción

### Evolución en la producción de residuos
La cantidad total de residuos generados al año en España experimentó un incremento del 95,9 % en el período comprendido entre el año 1990 y el 2007, situándose la cifra total de residuos producidos en este último año en 25 584 000 toneladas de residuos. Por lo tanto, la generación de residuos urbanos contemplada desde todas las perspectivas está experimentando un crecimiento extremadamente alto en el país español. En parte, esto se debe al no cumplimiento de determinados parámetros tratados en los planes nacionales de residuos (como ejemplo está la producción de ocho millones más de toneladas de las previstas en el Plan Nacional de Residuos Urbanos 2000-2006 en el año 2006), al progresivo crecimiento de la población españolas en las últimas décadas y al hecho de que España es el primer destino turístico de la Unión Europea.
Únicamente en el 2006 la producción de residuos sufrió un pequeño descenso con respecto al año anterior, aunque en 2007 la generación de residuos volvería a incrementarse.

### España y Europa
Desde hace cuatro años, la tendencia a la estabilización de la producción de residuos urbanos se ha generalizado en la mayoría de los países que forman parte del continente europeo, con algunas excepciones como es el caso de España, donde todavía existe una tendencia al crecimiento de la producción residual. De hecho, en 2006 la producción residual per cápita en España excedió ligeramente la media de los países de la UE-27 (537 kg/hab/año frente a los 517 kg/hab/año), si bien es cierto que hay países con tasas mucho más elevadas (por ejemplo, Irlanda produjo en 2006 unos 804 kg/hab/año).
En el año 2012, la media española en producción de residuos per cápita se situó en 484,4 kg por habitante y año.
| Comunidad Autónoma   | kg/hab/día | Población en el año 2004 | Miles de t/año | Porcentaje (%) |
| Andalucía            | 1,780      | 7 687 518                | 4.809,4        | 18,90          |
| Aragón               | 1,200      | 1 249 584                | 577.7          | 2,41           |
| Asturias             | 1,360      | 1 073 761                | 535,3          | 2,35           |
| Baleares             | 2,020      | 955.045                  | 783.3          | 3,11           |
| Canarias             | 2,010      | 1 915 540                | 1.310.2        | 6,20           |
| Cantabria            | 1,610      | 554.784                  | 320,9          | 1,39           |
| Castilla La Mancha   | 1,130      | 1 848 881                | 920,4          | 3,36           |
| Castilla y León      | 1,118      | 2 493 918                | 1.135,2        | 4,49           |
| Cataluña             | 1,600      | 6 813 319                | 3.630,7        | 17,55          |
| Comunidad Valenciana | 1,430      | 4 543 304                | 2149           | 10,46          |
| Extremadura          | 1,215      | 1 075 286                | 487,3          | 2,10           |
| Galicia              | 0,910      | 2 750 985                | 1107,6         | 4,03           |
| Madrid               | 1,567      | 5 804 829                | 2416,4         | 14,64          |
| Murcia               | 1,200      | 1 294 694                | 642,6          | 2,50           |
| Navarra              | 1,280      | 584.734                  | 289,8          | 1,20           |
| País Vasco           | 1,396      | 2 115 279                | 1.098,9        | 4,75           |
| La Rioja             | 1,398      | 293.553                  | 124,6          | 0,66           |
| Ceuta                | 1,398      | 74.654                   | 42.208         | 0,19           |
| Melilla              | 1,711      | 68.016                   | 42.477         | 0,19           |
| ESPAÑA               | 1,447      | 43 197 684               | 22.324,5       | 100            |

## Composición
La composición de todos los residuos urbanos varía en función de tres factores, que son el nivel de vida de la población, la actividad desarrollada por esta y la climatología propia de la región. Dependiendo de estos factores, se consumirán y se emplearán determinados productos que a la postre producirán los correspondientes residuos. Según el Plan Nacional de Residuos Urbanos (PNRU) 2000-2006, la producción media en España de los distintos componentes de los residuos urbanos es la mostrada a continuación:

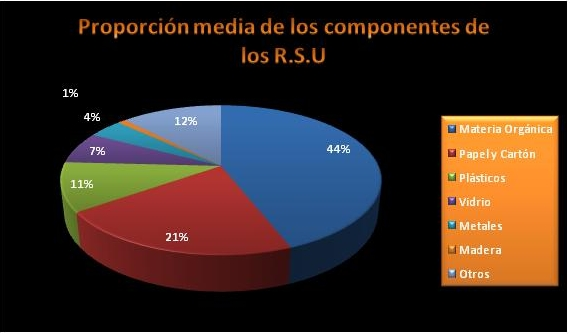
Representación gráfica de la cantidad media de cada componente de los residuos urbanos en España.

- Materia orgánica (supone el 44,06 %): derivada de restos de alimentos o de actividades vinculadas a la jardinería (podas, rastrillados de campos, cortado del césped, recogida de hojarasca...). Es la materia orgánica el principal componente orgánico de los residuos, aunque en las sociedades más desenvueltas tiende a disminuir.[2]
- Papel y cartón (suponen el 21,18 %): esta fracción, en la que la recogida en origen esta cada vez más extendida, ha experimentado un importante incremento en los últimos años. Los periódicos, las cajas o los envases son algunos de los ejemplos en los que se encuentra presente el papel y el cartón.[2]
- Plástico (supone el 10,59 %): a pesar de ser un material de implantación relativamente reciente, pues su uso generalizado se produjo en la segunda mitad del siglo XX, es masivamente empleado en la sociedad actual. Debido a su versatilidad, bajo coste, facilidad de producción y resistencia a los factores ambientales, es usado en casi todos los sectores industriales y para la fabricación de una amplia gama de productos, que van desde las bolsas de plástico y los embalajes hasta los ordenadores y algunas piezas de la carrocería de los vehículos.[3]
- Vidrio (supone el 6,93 %): se estima que el consumo de vidrio en España ronda los 33 kilogramos por persona/año, por lo que este producto tiene una gran incidencia en el volumen total de los residuos urbanos.[3]
- Metales férricos y no férricos (suponen el 4,11 %): la hojalata, empleada en el sector alimentario (latas de conserva) y en el industrial (recipientes destinados a la contención de pinturas, aceites, gasolinas...), es el principal compuesto derivado del hierro que se encuentra presente en los residuos urbanos. El aluminio, utilizado como material para la elaboración de los botes de bebidas carbonatadas y los tetra-brik, es por su parte el material no férrico de mayor abundancia en los residuos urbanos.[3]
- Maderas (suponen el 0,96): este material se suele presentar en forma de muebles.[3]
- Otros (suponen el 12,17 %): este grupo tiene una composición muy variada y por la naturaleza de algunos de los elementos que lo componen requiere una especial atención, puesto que algunos pueden llegar a ser considerados como residuos peligrosos.

## Características Físicas
Es fundamental conocer algunas de las propiedades físicas de los residuos sólidos urbanos para prever y organizar los sistemas de recogida de basura, los tratamientos finales de reciclado o eliminación, así como para decidir cuales son los sistemas de segregación más apropiados en el caso de los residuos que generen riesgos especiales para el medio ambiente.

### Grado de Humedad
La humedad se encuentra presente en los residuos urbanos en un porcentaje aproximado del 40 % en peso; si bien es cierto que puede oscilar en torno al 25 % y el 60 %. La máxima aportación de humedad la proporcionan aquellos despojos que contienen materia orgánica, mientras que la mínima la aportan los productos de naturaleza sintética. Esta característica debe de ser tenida en cuenta por su importancia en los procesos de compresión de residuos, producción de lixiviados, transporte, procesos de transformación, tratamientos de incineración o de recuperación energética, y procesos de separación de residuos en la correspondiente planta de reciclado.
En los residuos sólidos urbanos, la humedad tiende a homogeneizarse, puesto que unos productos la traspasan a otros. Esta es una de las principales causas de degradación de determinados productos como el papel, que absorbe humedad de los residuos orgánicos, perdiendo características y también valor en los procesos mecánicos de reciclaje sobre el reciclado en origen (el que llevan a cabo los ciudadanos en sus propios hogares), que evita este contacto.

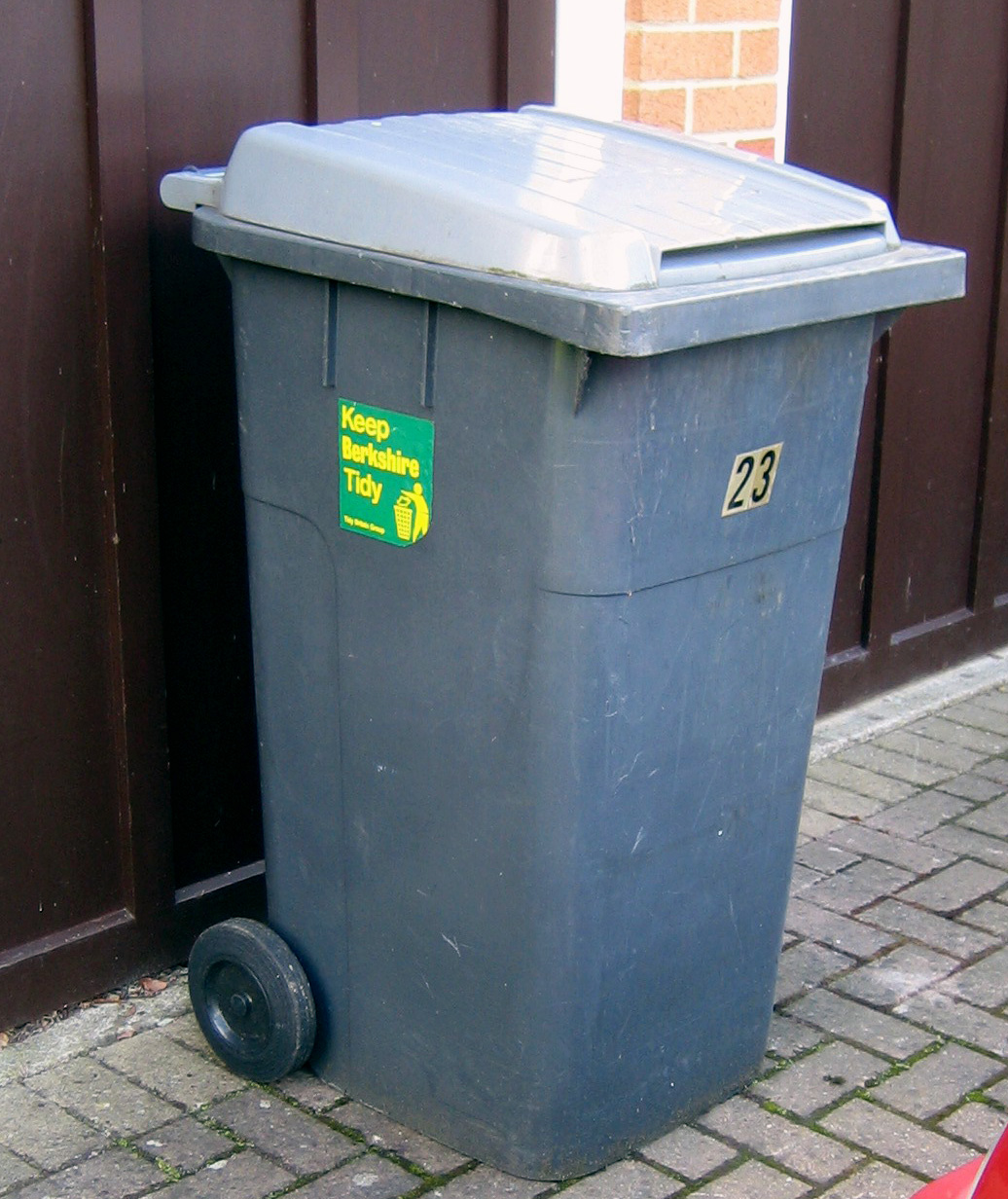
Los residuos se compactan en los contenedores como consecuencia del peso que ejercen las bolsas de basura de la superficie sobre las que se encuentran en el fondo.

### Peso específico
La densidad de los residuos urbanos tiene vital importancia para calcular las dimensiones de los recipientes de prerrecogida, tanto de los domicilios privados como de las vías públicas (calles, avenidas, plazas, parques...), así como también es un factor básico que determina los volúmenes de los equipos de recogida y transporte, tolvas de recepción, cintas o capacidad de vertederos. La densidad puede variar dependiendo del grado de compactación al que se encuentran sometidos los residuos. La reducción de volumen está presente en todas las fases de la gestión de los residuos y se emplea para optimizar la operación, ya que el gran espacio que ocupan es uno de los mayores problemas a los que se enfrentan las plantas encargadas de su procesamiento.
El peso específico unitario de cada producto no indica que el conjunto tenga un valor global proporcional al de sus componentes. De hecho, en los hogares, estos valores suelen ser ostensiblemente superiores debido a los espacios no utilizados del recipiente que contiene la basura. Sin embargo, conforme vayan siendo agrupados de forma más homogénea, se aproximarán al cálculo matemático que da unos valores medios teóricos para residuos sin compactar de 80 kg/m³, con variaciones considerables vinculadas a la composición de los residuos en cada localidad.

### Granulometría
El grado de segregación de los materiales y el tamaño físico de los componentes elementales de los residuos urbanos, representan un valor imprescindible para el cálculo de las dimensiones en los procesos mecánicos de separación y, especialmente, para escoger cribas, tromeles y artilugios similares que basan su trabajo, consistente en la separación, en el tamaño. Estos mismos valores deben de ser tomados con sumo cuidado, puesto que en las operaciones de recogida se afecta a las dimensiones como consecuencIa de la compresión o de mecanismos trituradores.

## Características Químicas
Conocer con exactitud las propiedades químicas de los residuos urbanos es un hecho de suma importancia en el tratamiento de estos, puesto que estas propiedades son determinantes para los procesos de recuperación y tratamiento final. Probablemente sean el poder calorífico y el porcentaje de cenizas producidas las características químicas que mayor importancia revisten, ya que son esenciales en los procesos de recuperación energética. Aunque tampoco se deben de subestimar propiedades como la eventual presencia de productos tóxicos, metales pesados o contenido de materiales inertes, debido a la importancia que tienen respecto al diseño de soluciones adecuadas en los procesos de recuperación y para la toma de precauciones hiegiénicas y sanitarias.

### Composición química
Para determinar las características de recuperación energética y la potencialidad de producción de fertilizantes con la adecuada relación carbono/nitrógeno, es preciso estudiar la composición de cada residuo. También es necesario determinar la presencia y concentración de residuos tóxicos y peligrosos para evaluar el riesgo que puede entrañar su manejo.
Como consecuencia de la enorme variabilidad que experimenta la composición de los residuos sólidos urbanos, la composición química resultante de su conjunto también es muy variable.
Es necesario conocer la composición de un residuo concreto para determinar sus características de recuperación energética y la potencialidad de producir fertilizantes con la adecuada relación carbono/nitrógeno. También es conveniente conocer la presencia y concentración de residuos tóxicos y peligrosos para evaluar el riesgo que su manejo, tratamiento, reprocesado y reutilización, puedan aportar a la salud humana y al medio ambiente. Arsénico, cadmio, mercurio, antimonio, disolventes clorados, elementos con características de inflamabilidad, corrosividad, reactividad, ecotoxicidad, toxicidad o cualidades cancerígenas, mutagénicas o teratológicas, suelen estar presentes en los residuos urbanos, normalmente procedentes de actividades industriales y hospitalarias.

### Poder calorífico
Las características calorimétricas de los residuos urbanos determinan el diseño de las instalaciones que deben instalarse y la recuperación energética. La valoración, que es fruto de la propia variabilidad de la composición de los residuos, viene predefinida por el poder calorífico de cada producto.
A grandes rasgos, se puede estipular que el poder calorífico de la totalidad de los residuos urbanos se sitúa en torno a los 1500 y 2200 kcal/kg. Otro valor de gran interés es la temperatura de fusión y solidificación de las cenizas procedentes de la combustión de estos materiales, fundiéndose estas a la temperatura de 1.200 °C.

## Gestión de residuos
De acuerdo con la normativa vigente, la gestión de residuos sólidos urbanos comprende la recogida, almacenamiento, transporte, valorización y eliminación (o transformación) de los mismos, siendo también considerada como parte de la gestión la vigilancia de las actividades citadas, además de la vigilancia ejercida sobre los lugares de alojamiento de residuos tras su clausura. Además, esta se halla dividida en cuatro fases diferentes:
- La prerrecogida.
- La recogida.
- El transporte.
- El tratamiento o eliminación.

### Prerrecogida
El término prerrecogida comprende a las manipulaciones de residuos, separación, almacenamiento y procesamiento en origen, con la intención de concentrar a los residuos urbanos, pudiendo llegar a modificar algunas de sus características físicas con el objetivo de facilitar su recogida. Es de gran importancia la separación para el reciclaje de papel, cartón o cualquier clase de envase (latas de aluminio, botellas de vidrio o botes plásticos, por ejemplo) en esta fase, que es la más próxima a su generación, para lograr la mayor pureza posible de estas fracciones. También es un factor relevante el respeto al horario establecido por las ordenanzas municipales para llevar los residuos desde los lugares de producción hasta los puntos de prerrecogida (en cuanto a los contenedores no soterrados), para evitar los malos olores y la contaminación visual.

### Recogida
Existen dos clases de recogida diferentes, la recogida que se realiza por medio de vehículos adaptados y la neumática:
- La recogida neumática es un método de recogida que fue desarrollado en la década de los 60 en Suecia y que representa una alternativa ante la imposibilidad de introducir vehículos recolectores en algunas zonas urbanas. En España, este tipo de recogida es cada vez más popular.

Esta clase de recogida presenta una serie de ventajas con respecto al método tradicional, puesto que con su instalación se consigue mejorar la calidad de vida de los ciudadanos, mayor facilidad a la hora disminución de los ruidos y los malos olores.

### Transporte

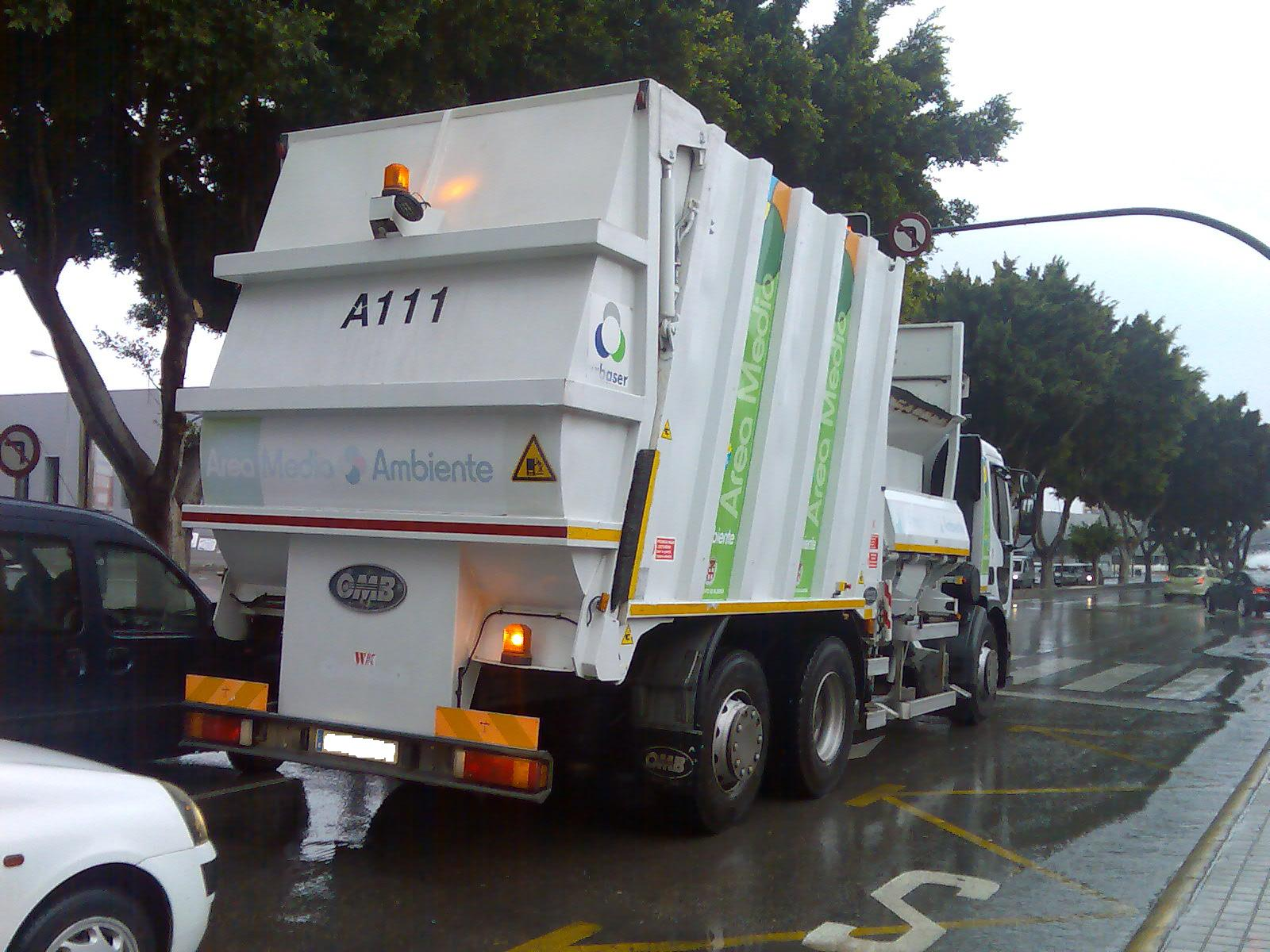
Camión recolector compresor en la provincia española de Almería.

Es en esta etapa cuando se produce el traslado de los residuos hacia estaciones de transferencia (instalaciones en las que los residuos son almacenados de forma temporal y compactados para ser transportados con posterioridad a las zonas en los que serán tratados mediante vehículos con gran capacidad), las plantas de reciclado, clasificación o valorización energética y los vertederos.
En la mayor parte de los municipios españoles, son camiones recolectores compresores con una capacidad que oscila entre los 10 y 20 m³ los encargados de realizar el transporte de los residuos. Aunque en algunas ocasiones y como motivo de las características propias de las zonas en las que operan (vías públicas estrechas, por ejemplo), es necesario recurrir a vehículos de menor tamaño y que carecen de la capacidad de compresión.

### Transformación, valorización energética o eliminación
La etapa final de la gestión de los residuos tiene tres variantes posibles dependiendo de la naturaleza de los componentes de los residuos y de las posibilidades de la región en la que estos sean tratados. Por lo tanto, los componentes de los residuos podrán ser transformados con la finalidad de obtener nuevos productos con otras aplicaciones (compostaje y biometanización), valorizados energéticamente con el único propósito de convertirlos en combustible con el que poder generar energía (gasificación, hidrogenación, pirólisis, oxidación y, en algunos casos, la incineración) o eliminados.

#### Vertederos incontrolados o clandestinos
El empleo de vertederos clandestinos, que son lugares en donde se acumulan residuos sin ningún tipo de control, fue el primer método adoptado por el ser humano para eliminar los residuos, por ser simple y barato. Sin embargo, ocasiona graves problemas mediomabientales (alteración del paisaje, malos olores, contaminación del suelo, del agua y del aire) y de salud (enfermedades transmitidas por roedores o insectos), al carecer de los controles adecuados.
En la actualidad, los vertederos catalogados como incontrolados, son sellados y clausurados llevándose a cabo las correspondientes medidas de saneamiento, aprovechándolos posteriormente para usos variados, o simplemente para su integración paisajística.
En el año 2000, el Consejo de Ministros aprobó el Plan Nacional de Residuos Urbanos 2000-2006, el cual permite cumplir con la Directiva Marco de Residuos de la Unión Europea, así como desarrollar la Ley de Residuos de 1998. Entre algunos de sus objetivos se halla la clausura y sellado de los vertederos incontrolados que existen en nuestro país.

#### Vertederos controlados
Son instalaciones de eliminación destinadas al depósito de residuos, localizadas en emplazamientos apropiados, donde se sitúan de forma ordenada los residuos y bajo condiciones seguras y supervisadas, que tienen como fin evitar los problemas de contaminación de agua, aire y suelo. Esta clase de vertederos se van empleando cada vez más en la actualidad.
Las características y factores que se tienen presentes para la instalación y buen mantenimiento del vertedero, son las que se exponen a continuación:
- Condiciones geológicas y geomorfológicas del terreno: el terreno debe de ser impermeable o impermeabilizado de forma artificial para evitar la contaminación de las aguas subterráneas por lixiviado, terreno en pendiente para recoger los lixiviados y transportarlos a balsas de recogida.
- Condiciones climatológicas: se debe de escoger una ubicación donde existan tasas de precipitación bajas y elevada evapotranspiración para reducir de este modo la producción de lixiviados.
- Instalación de puntos de salida de gases: se necesita tomar esta medida para facilitar la salida de los gases que se producen durante los procesos de descomposición.
- Recubrimiento con capas de tierra: se realiza este proceso en todos aquellos vertederos en los que sea posible, para posteriormente favorecer el crecimiento de vegetación autónoma, lo que haría disminuir el impacto paisajístico.
- Accesos para el paso de vehículos: también se debe de construir una valla que impida el paso de personas y animales.

Transcurrido un cierto tiempo y concluidas las actividades en el vertedero por alcanzar su máxima capacidad, se procede a la clausura y sellado, para posteriormente reforestar y restaurar la zona de modo que esta pueda ser empleada para otros usos.

#### Incineración

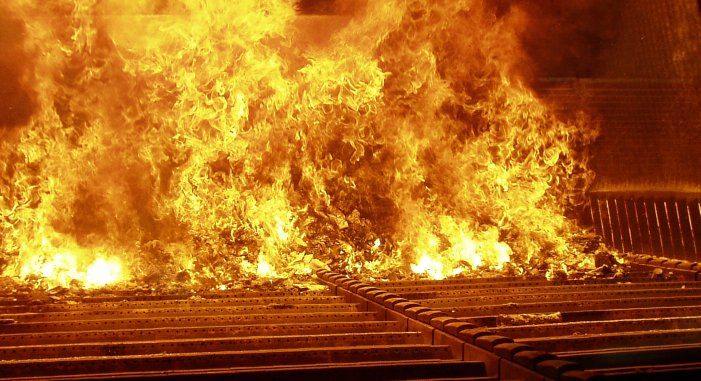
Interior de un horno incinerador en funcionamiento.

Este método de eliminación de residuos, que se comenzó a emplear en las últimas décadas del siglo XIX en Inglaterra, consiste en un proceso de combustión térmica controlada que desencadena una oxidación del carbono y del hidrógeno presente en la materia orgánica que constituye los residuos, obteniéndose como productos cenizas, dióxido de carbono y agua, además de dioxinas y furanos (contaminantes del aire altamente tóxicos) en el caso de que entre los residuos se hallen plásticos que contengan PVC. Con la incineración se consigue reducir en un 90 % el volumen y en un 30 % el peso de la basura, en poco tiempo.
Los productos resultantes de la incineración deben de tener previsto su tratamiento, gestión y disposición final. Durante el proceso de combustión que se realiza en las plantas incineradoras se liberan grandes cantidades de energía, la cual puede llegar a ser aprovechada para generar energía eléctrica.

#### Compostaje
Consiste en un proceso aeróbico basado en la degradación bioquímica de la materia orgánica que se encuentra formando parte de los residuos. La degradación de la materia es llevada a cabo por las bacterias y hongos presentes en los mismos productos de desecho, y tiene como principal objetivo la obtención de un compuesto bioquímicamente estable llamado compost.
El proceso de compostaje consta de tres etapas, a lo largo de las cuales se consume materia orgánica y glúcido, y se desprende dióxido de carbono y carbono, favoreciendo de este modo la generación de los materiales húmicos:
- Etapa de latencia y crecimiento: tiene una extensión temporal de dos días y se caracteriza por producirse un crecimiento de los microorganismos presentes en los residuos.
- Etapa termófila: dependiendo del producto del que se parte y de las condiciones ambientales, puede durar entre una semana y dos meses. Durante esta etapa se produce una gran actividad bacteriana a temperaturas de 50 °C o 70 °C que facilita la eliminación de organismos indeseados, como los patógenos o las larvas, y la estabilización de la materia orgánica.
- Etapa de maduración: la acción bacteriana decae en esta parte del proceso para dejar paso a la acción fúngica, con la que prosigue el proceso de descomposición. En esta fase se generan diversos compuestos, entre los que se encuentran vitaminas y antibióticos.

En algunas ocasiones, los lodos de las depuradoras de agua (EDAR) son mezclados con la fracción orgánica de los residuos urbanos, puesto que los primeros tienen un gran contenido en microorganismos que degradan la materia orgánica, y consecuentemente, se acelera el proceso de compostaje.
En España hay 38 plantas de compostaje, localizadas la mayor parte de ellas en el Levante y el sur del país. De hecho, en la Comunidad Autónoma de Murcia existe una de las mayores plantas de compostaje de toda Europa.

#### Biometanización

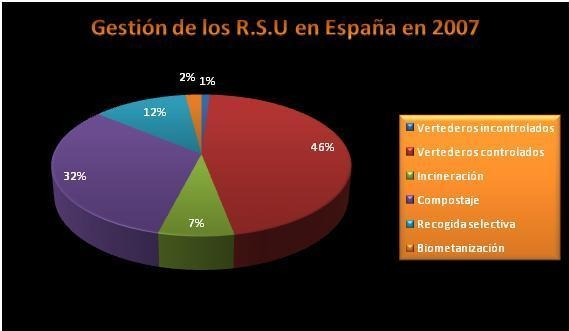
Representación gráfica de la gestión de los residuos urbanos en España en el año 2007.

La biometanización es un proceso de fermentación anaeróbica de la fracción orgánica presente en los residuos, mediante el que se obtiene biogás. Pero además de este gas, durante el proceso de fermentación anaeróbica también se origina un producto ligeramente básico (pH = 7,5) y no estabilizado al que se le atribuyen una serie de propiedades fertilizantes, pues actúa mejorando parte de las características físicas del suelo (aumenta la retención de la humedad y la cantidad de infiltración de agua).
La composición de este producto sufrirá importantes variaciones dependiendo del tipo de materia orgánica que es degradada, aunque en términos medios se encuentra constituido por un 85 % de materia orgánica, un 2,6 % de nitrógeno y presenta un porcentaje inferior al 2 % de fósforo y potasio.
La biometanización presenta una serie de ventajas con respecto al resto de métodos de tratamiento de residuos, puesto que durante su desarrollo no se producen ningún tipo de pestilencias y además, el hecho de que se trate de un proceso anaeróbico favorece la minimización de los microorganismos perjudiciales para la salud humana y la animal en un período reducido.
Para que la biometanización se pueda producir, se requiere de unas estructuras selladas que permitan mantener bajo control determinados parámetros como el pH, la presión o la temperatura durante la fermentación, llamadas biodigestores. Además, estas construcciones también se requieren ante la necesidad de crear un ambiente sin oxígeno para el desarrollo de las bacterias anaeróbicas.

#### Otros métodos de tratamiento
- Gasificación: es un proceso termoquímico que transforma la materia orgánica presente en los residuos urbanos en un gas con un poder calorífico reducido y que consta de tres etapas o fases, que son el secado, el craqueo y la gasificación. Para que la gasificación se pueda llevar a cabo se requiere de una oxidación parcial, de la existencia de un agente gasificante (agua, oxígeno, hidrógeno o vapor de agua) y de una temperatura que se sitúa entre los 600 °C y los 1000 °C. Este método de tratamiento residual posee múltiples ventajas, como son la versatilidad en la valorización del residuo, un considerable rendimiento eléctrico y un escaso impacto ambiental.
- Hidrogenación: la hidrogenación de la celulosa presente en los residuos urbanos permite la transformación de esta en productos combustibles. Pero para que esta transformación se produzca se requiere de la presencia de monóxido de carbono y agua a una temperatura de 400 °C y sometidos a una presión de 300 atmósferas, además del empleo de una gran variedad de catalizadores.
- Pirólisis: consiste en la transformación de la materia orgánica presente en los residuos urbanos a altas temperaturas, las cuales se sitúan entre los 550 °C y los 1.100 °C, y en condiciones anaeróbicas. Los productos finales obtenidos pueden ser gases, líquidos o materiales de naturaleza inerte, entre otros.
- Oxidación: mediante el empleo de oxidantes y oxígeno atmosférico a presión y temperaturas que se encuentran cercanas a los 300 °C, se logra oxidar la materia orgánica en suspensión o disolución acuosa presente en los residuos, con la consiguiente obtención de agua, dióxido de carbono y compuestos orgánicos simples.

## Problemas provocados por los RSU
Las características propias de los residuos sólidos urbanos hacen que estas causen una serie de problemas, que pueden revestir mayor o menor gravedad dependiendo de la situación, cuando no son tratados de la forma adecuada. A continuación se exponen los efectos más comunes que provocan los RSU:
- Contaminación atmosférica: la fermentación en ausencia de aire de la materia orgánica genera metano (gas de efecto invernadero veinte veces más potente que el dióxido de carbono),[6] siendo este gas el que constituye la mitad las emisiones gaseosas producidas en los vertederos y el principal responsable de los incendios y explosiones que se producen en estos lugares. Además, cuando se produce un incendio en un recinto destinado a la deposición de residuos y arden compuestos clorados, se emiten a la atmósfera compuestos químicos altamente contaminantes como las dioxinas y ácido clorhídrico. Otros gases perjudiciales para la atmósfera y derivados de los residuos urbanos son el benceno, que es además potencialmente cancerígeno, el cloruro de vinilo o el cloruro de metilo.[7]

- Contaminación edáfica: las propiedades físicas, químicas y biológicas del suelo se ven profundamente alteradas cuando sobre éste se depositan residuos no biodegradables.[8] Consecuencia directa de una contaminación edáfica moderada es la desaparición de la flora y la fauna de la región afectada, la alteración de los ciclos biogeoquímicos y la pérdida de nutrientes esenciales para la existencia de vida animal o vegetal.[9]

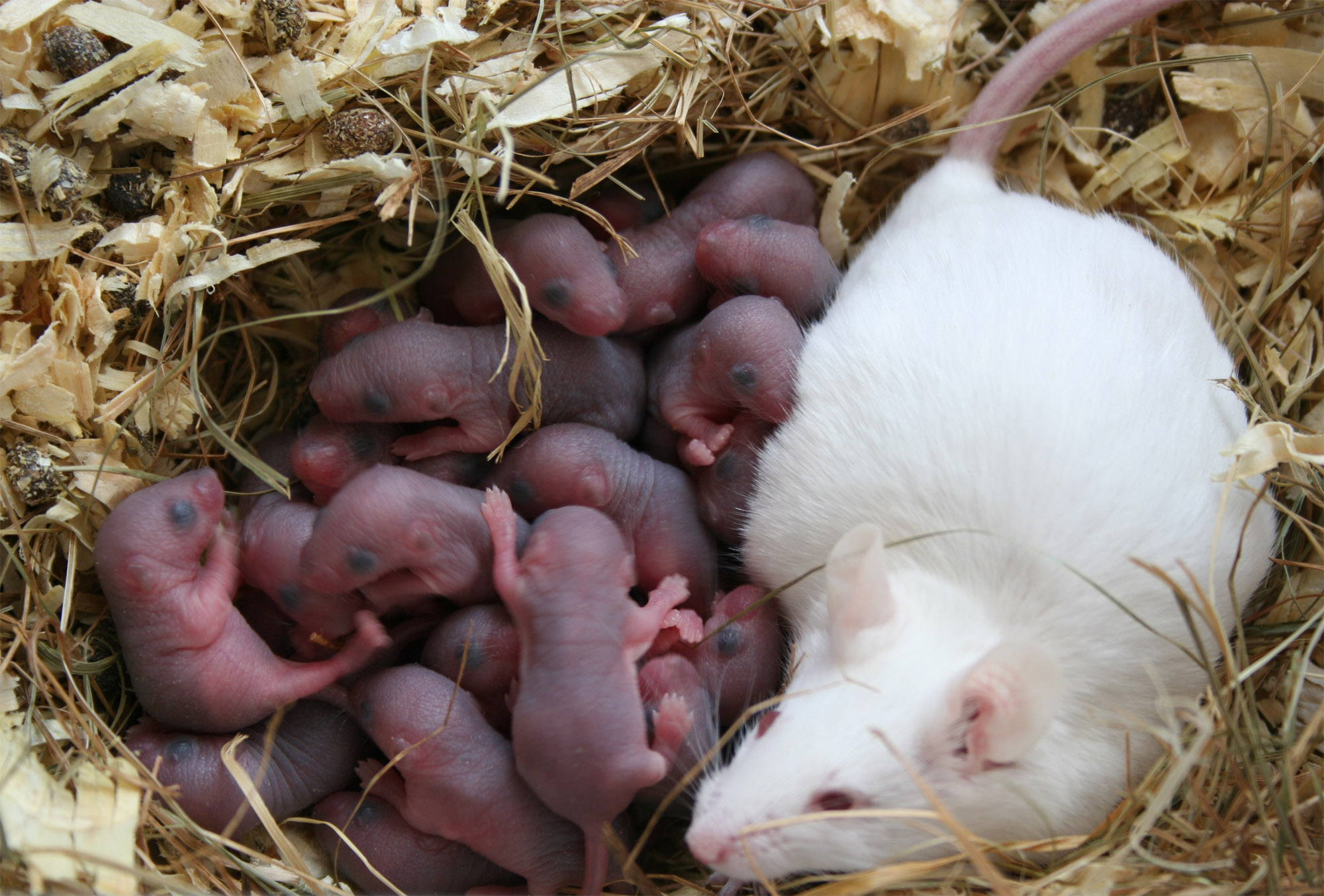
Cuando los residuos urbanos se acumulan de forma incontrolada, se corre el peligro de que aparezcan una serie de plagas, como pueden ser los roedores.

- Contaminación de las aguas superficiales o subterráneas: los lixiviados, que son los líquidos producidos cuando el agua se mueve por un medio poroso, arrastran las sustancias tóxicas que se generan en los vertederos. Los ejemplos más representativos de estos productos nocivos son el cloruro de vinilo, el cloruro de metilo, el tetracloruro de carbono y los clorobencenos (por su alta toxicidad destaca el hexaclorobenceno), siendo todos ellos sustancias persistentes y bioacumulativas en todos los eslabones de la cadena trófica.[7]

En los lixiviados también se encuentran presentes metales pesados que tienen un alto índice de toxicidad, y que por lo tanto son perjudiciales para la salud. A continuación se exponen algunos de estos materiales que se hallan en los lixiviados:
— El plomo (Pb): este elemento químico procede de las baterías de los vehículos y de una gran variedad de aparatos electrónicos (en los últimos años, las baterías de plomo han sido substituidas por las de litio, especialmente en los objetos tecnológicos), así como también de plásticos, vidrios, cerámicas y pigmentos.
Cuando este compuesto penetra en nuestro organismo se producen una serie de anomalías en el sistema nervioso, que se manifiestan en forma de pérdidas cognoscitivas y de debilidad en diferentes partes de nuestro cuerpo, especialmente en los dedos, las muñecas y los tobillos. Además, las mujeres embarazadas son más propensas a sufrir abortos y la producción de espermatozoides en los hombres, se puede ver profundamente mermada. Otro efecto producido por el plomo es el radical empobrecimiento de la sangre, lo que en terminología médica se denomina con el nombre de anemia.
Aunque no está científicamente comprobado, algunos facultativos piensan que el plomo es potencialmente carcinogénico, puesto que personas con una alta exposición a este compuesto han desarrollado tumores en los riñones e incluso, tumores cerebrales.
— El mercurio (Hg): este elemento químico procede, principalmente, de las baterías (especialmente de localizadores, equipos móviles...), de las lámparas fluorescentes compactas o de las pilas alcalinas, aunque el mercurio es generado en grandes cantidades en el sector de la sanidad, donde se utilizan productos como los termómetros, las vacunas con thimerosal (producto que ayuda a la conservación de éstas), las sondas gástricas o las amalgamas dentales, que se encuentran en gran medida constituidos por este metal pesado.
Si por diversos motivos el mercurio penetra en el organismo humano, se debe de tener en cuenta que es una neurotoxina extremadamente potente, que atacará al sistema nervioso central. En ausencia de tratamiento la vida media del mercurio en el cerebro humano se aproxima a los 27,4 años.   Además, puede causar daños en los riñones y en los pulmones de carácter irreversible, así como también tiene la capacidad de atravesar la placenta y la barrera hematoencefálica. Cuando el mercurio penetra en el organismo de una mujer embarazada, se corre el riesgo de que el niño que se está gestando padezca en el futuro sordera, ceguera, parálisis cerebral, dificultades para hablar o ataques de apoplejía.
Cuando los lixiviados que contienen mercurio alcanzan el mar, este compuesto se dispersa y los seres vivos acuáticos lo ingieren de tal manera que queda acumulado en su organismo. De esta manera, cuando estas especies son capturadas y se comercializan, los consumidores, sin darse cuenta, están introduciendo considerables cantidades de mercurio al comerse ese pescado que habían adquirido debido a la presencia de mercurio en peces, induciendo un envenenamiento por mercurio.
— El cadmio (Cd): este elemento se halla presente en algunas aleaciones de bajo punto de fusión, en soldaduras, en antioxidantes (principalmente en aquellos que recubren al hierro o el latón), en ciertos pigmentos y en piezas de joyería y bisutería, así como algunos compuestos de cadmio son usados como estabilizantes de plásticos (como es el caso del PVC).
Cuando una persona inhala cadmio está corriendo el riesgo de sufrir una gran variedad de enfermedades pulmonares, que ocasionalmente conducen a la muerte. Además, este elemento químico daña a otros órganos del cuerpo humano como el hígado y los riñones (alteración en el mecanismo de filtración, con la consecuente pérdida de proteínas vitales y de azúcares). Otros efectos nocivos que se producen sobre la salud humana como consecuencia de la exposición al cadmio, son el aumento de la fragilidad de la estructura ósea del cuerpo, la infertilidad, las alteraciones en el sistema nervioso central y en el sistema inmune y la aparición de dolencias de carácter gastrointestinal.
- Pestilencias: la descomposición de la materia orgánica que se encuentra formando parte de los residuos sólidos urbanos provoca una serie de malos olores, que se pueden ver acentuados cuando hay viento.
- Proliferación de plagas y aparición de focos infecciosos: al acumularse de forma incontrolada los residuos sólidos urbanos se favorece la proliferación de plagas de roedores, insectos o aves carroñeras, entre otros seres vivos, que pueden ser posibles portadores de enfermedades.[15]
- Degradación del paisaje: la acumulación de residuos en lugares no apropiados o adecuados a menudo conlleva un impacto paisajístico negativo (además de accidentes y otros incidentes), puesto que se produce un importante deterioro visual.[16]

## Prevención
La prevención en la producción de residuos urbanos es la primera de las estrategias contempladas. No forma en sí parte de la gestión porque es un paso previo pero se considerará aquí porque se relaciona estrechamente con ella.
Según el Plan Nacional de Residuos Urbanos se entiende por prevención y minimización el conjunto de medidas destinadas a conseguir la reducción en la producción de residuos urbanos así como de la cantidad de sustancias peligrosas y contaminantes presentes en ellos.
Para ello es necesario actuar en las siguientes etapas del proceso:
1.	Fabricación. Aquí se puede reducir su peligrosidad, volumen y peso. Es preciso diseñar el producto de manera que se facilite su reutilización y reciclaje.
2.	Transporte. Disminuyendo en lo posible envases y embalajes innecesarios.
3.	Consumo. Favoreciendo la reutilización, la menor generación de residuos a través de cambios en los hábitos de consumo y la facilidad de separación.
Hay que señalar que todas aquellas medidas conducentes a prolongar la vida útil de los artículos y su facilidad de reparación y reutilización ayudan a reducir la producción de residuos urbanos.
Para conseguir el objetivo de reducir la producción de residuos urbanos el ya mencionado Plan de Residuos Urbanos, arbitra una serie de medidas que ejemplifican muy bien lo que se debe hacer en este campo:
1.	Acuerdos entre la Administración y los sectores productivos implicados.
2.	Fomento de la recuperación y reutilización en origen a través de planes empresariales de prevención.
3.	Normativas que prioricen la minimización de ciertos residuos peligrosos.•
4.	Adopción de sistemas que graven el exceso en la producción de residuos y repercutan el coste de la correcta gestión de los residuos en las tasas de basuras.
5.	Fomento del I+D orientado a mejorar la reciclabilidad de los artículos y disminuir la peligrosidad de los residuos que se generan.
6.	Desarrollo de campañas educativas y formativas orientadas a fomentar la minimización.
El Plan nacional de Residuos Urbanos pretendía estabilizar a finales de 2002 la producción de RSU a niveles de 1996. Se trata de contrarrestar el previsible aumento debido al crecimiento demográfico y a la variación de los hábitos de consumo. Se pretende conseguir una reducción del 6 % de la cantidad de RSU per cápita.

## La fiscalidad de los residuos
La fiscalidad de los residuos consiste en la utilización de impuestos, tasas y otros instrumentos económicos para incentivar una reducción de los mismos. Los sistemas de depósito, devolución y retorno son una de las mejores formas de hacer efectivo el principio de responsabilidad del productor y garantizar altos niveles de recuperación. A continuación se muestran los principales tipos de instrumentos existentes:

### Instrumentos de fiscalidad
- Ámbito estatal o autonómico: desde el ámbito estatal se pueden desarrollar impuestos ecológicos sobre determinados productos. También se pueden crear impuestos sobre vertederos e incineradoras. En España existe el impuesto sobre vertido e incineración de residuos.[19]
- Ámbito local: los municipios pueden implantar tasas de basuras de pago por generación de residuos.